# Gazprom-RusVelo (Bahnteam)
RusVelo war ein russisches Bahnradsportteam. Die Mannschaft erhielt unter dem Namen Rusvelo durch die UCI für die Saison 2011/2012 eine Lizenz als UCI Track Team und nimmt als solches an den Wettbewerben des Bahnrad-Weltcups teil.
Zum Projekt RusVelo gehörten auch internationale Straßenradsportteams gleichen Namens: ein Männerteam und bis Ende 2014 ein Frauenteam.
Teammanager war zunächst der General Manager des Projekts RusVelo, Heiko Salzwedel, der von Viktor Rapp und Oleg Grischkin unterstützt wurde. Am 1. Oktober 2012 wurde Salzwedel in dieser Funktion durch den der ehemaligen russischen Profi Renat Khamidulin abgelöst.
Nach der Saison 2016/17 wurde das Team aufgelöst.

## Saison 2011/12

### Mannschaft

#### Frauen
| Fahrerin            | Geburtstag        | Nationalität |
| ------------------- | ----------------- | ------------ |
| Werena Absaljamowa  | 11. April 1986    | Russland     |
| Wiktorija Kondel    | 6. Oktober 1987   | Russland     |
| Irina Molitschewa   | 12. November 1988 | Russland     |
| Jewgenija Romanjuta | 22. Januar 1988   | Russland     |

Diese Fahrerinnen waren alle auch Mitglied des Straßenteams.

#### Männer
| Fahrer              | Geburtsdatum      | Land     |
| ------------------- | ----------------- | -------- |
| Alexander Chatunzew | 11. Februar 1985  | Russland |
| Sergei Klimow       | 7. Juli 1980      | Russland |
| Iwan Kowaljow       | 26. Juli 1986     | Russland |
| Jewgeni Kowaljow    | 6. März 1989      | Russland |
| Alexei Markow       | 26. Mai 1979      | Russland |
| Alexander Serow     | 12. November 1982 | Russland |

Diese Fahrer waren alle auch Mitglied des Straßenteams.

### Erfolge
Im Bahnrad-Weltcup 2011/2012 erzielte das Team folgende Siege:
| Veranstaltung | Disziplin                      | Fahrerin/Fahrer                                                 |
| ------------- | ------------------------------ | --------------------------------------------------------------- |
| Astana        | Omnium (Frauen)                | Jewgenija Romanjuta                                             |
| Astana        | Mannschaftsverfolgung (Männer) | Jewgeni Kowaljow, Iwan Kowaljow, Alexei Markow, Alexander Serow |
| Peking        | Mannschaftsverfolgung (Männer) | Jewgeni Kowaljow, Iwan Kowaljow, Alexei Markow, Alexander Serow |

## Saison 2012/13

### Mannschaft

#### Frauen
| Fahrerin            | Geburtstag       | Nationalität |
| ------------------- | ---------------- | ------------ |
| Jewgenija Romanjuta | 22. Januar 1988  | Russland     |
| Olga Streltdova     | 25. Februar 1987 | Russland     |

#### Männer
| Fahrer            | Geburtsdatum      | Land     |
| ----------------- | ----------------- | -------- |
| Denis Dmitrijew   | 23. März 1986     | Russland |
| Artur Jerschow    | 7. März 1990      | Russland |
| Iwan Kowaljow     | 26. Juli 1986     | Russland |
| Jewgeni Kowaljow  | 6. März 1989      | Russland |
| Leonid Krsanov    | 24. Januar 1988   | Russland |
| Andrei Kubejew    | 9. November 1987  | Russland |
| Alexander Serow   | 12. November 1982 | Russland |
| Nikita Schurschin | 8. April 1993     | Russland |